# タッチ・フットボール
タッチ・フットボール は、アメリカンフットボールを基にした、主に年少者/初心者向けの球技の一つ。
危険度の高いタックルを、ボール保持者の胴体に両手で触れる「タッチ」に置き換え、年齢や性別、経験に関わらずプレイ出来る（このタックルの危険性を避けることなどで間口を広げるという点で「タッチラグビー」と共通している）。
日本ではアメリカンフットボールやラグビーの入門スポーツ、小学生や中学生、女子大学生のスポーツとして行われている。

## 歴史
1946年米国進駐軍により紹介され、後の高等学校アメリカンフットボールへと発展した11人制によるタッチフットボールである。これは、ヘルメットやショルダーパッド等防具一式を装着し、攻撃側ボール保持者を止める手段として、タックルではなくタッチを用いていた。その経緯より、タッチフットボールという呼称で、主に旧制奈良中学（現奈良高等学校）や、大阪府立池田中学（現池田高等学校）、豊中中学（現豊中高等学校）で競技が行われていたものである。
これとは別に1990年に慶応義塾大学環境情報学部の冨田勝教授によるものが考えられる。冨田は、自身のアメリカ留学時代の経験より、6人制タッチフットボールを、新しい大学女子競技スポーツの一環として日本に紹介した。

## ルール
フットボールの例に漏れず、地域やルール等によって「変種」が多数存在するが、アメリカンフットボールから派生したルールが多い。
６人制タッチフットボールの公式規則については、外部リンクにある「日本タッチアンドフラッグフットボール協会（JTFA）HP」より参照できる。しかし、公式規則で補えるルールはオープンルールになるため、レディースのルールと異なる部分がある点に注意して頂きたい。
さくらボウル（大学女王と社会人女王の一発勝負による、冬の日本女王決定戦）、シュガーボウル（大学・社会人ともに参加可能な、春の全日本女王決定戦と全日本オープン選手権）、プリンセスボウル（秋の大学女王決定戦）、ファイルタッチ（秋の社会人女王決定戦）など大学生女子の大会が開催されている。